# Estera
Estera ist ein Vorname.

## Herkunft und Bedeutung
Der weibliche polnische, slowakische, rumänische und litauische Vorname ist eine Variante des Namens Esther.

## Bekannte Namensträgerinnen
- Estera Raab (1922–2015), Überlebende des Vernichtungslagers Sobibór
- Estera Tenenbaum (1904–1963), polnische Biologin jüdischen Glaubens